# Symphonie concertante (Haydn)
Pour un article général, voir Symphonie concertante.
La Symphonie concertante en si bémol majeur Hob. I:105 est une symphonie pour hautbois, basson, violon, violoncelle et orchestre du compositeur autrichien Joseph Haydn. Composée à Londres en 1792 et créée en mars de la même année aux concerts Haydn - Salomon.

## Analyse de l'œuvre
La symphonie concertante comporte trois mouvements :
1. Allegro
2. Andante
3. Allegro con spirito

- Durée d'exécution : vingt trois minutes.

## Instrumentation
- une flûte, deux hautbois, deux bassons, deux cors, deux trompettes, timbales, cordes.